# Opus Group

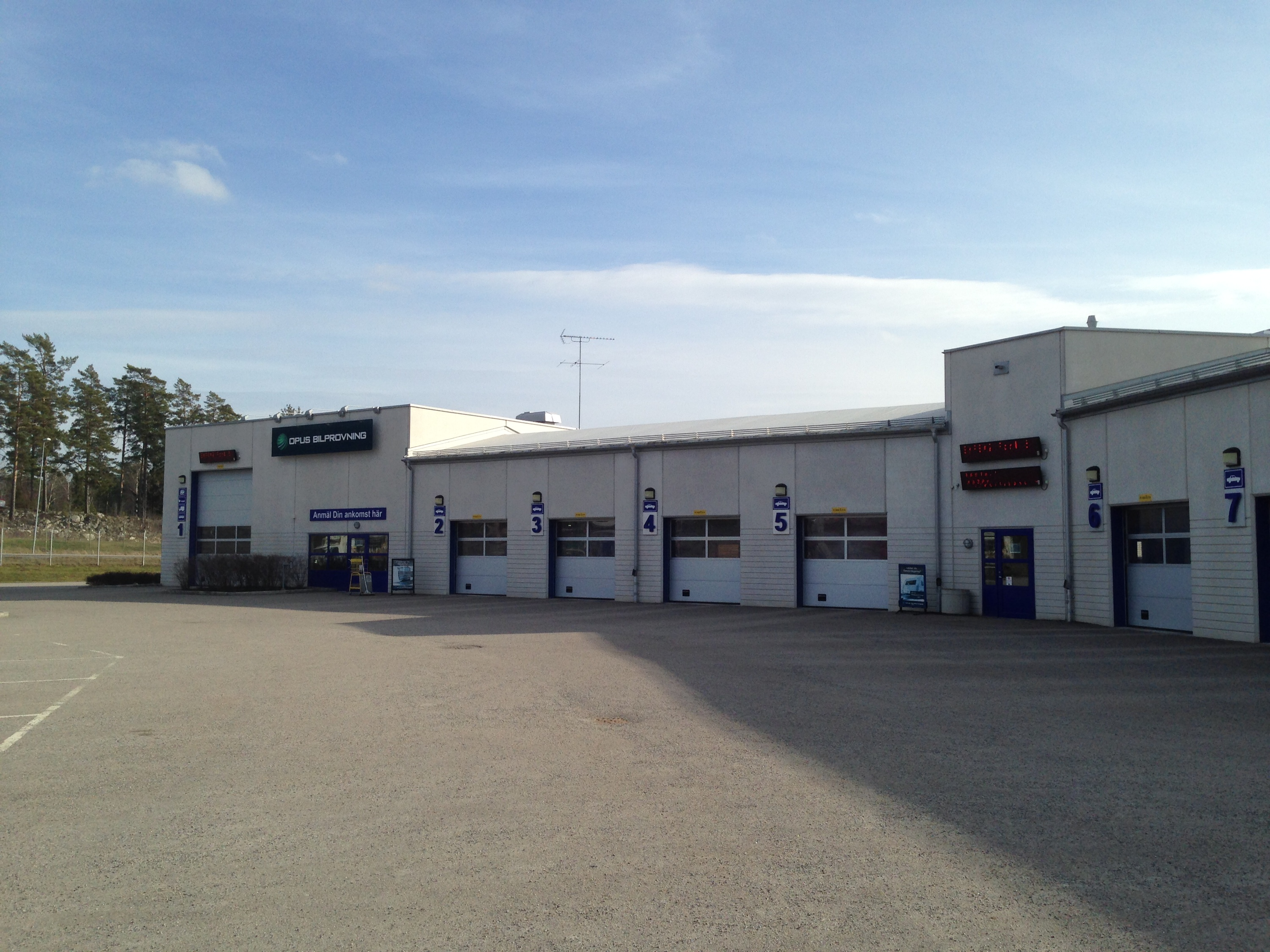
Bild från dotterbolaget Opus Bilprovnings besiktningsstation i Vallentuna.

Opus Group AB är ett aktiebolag som bildades 1990 med syftet att "bedriva utveckling, tillverkning samt handel med mät- och kontrollinstrument och verkstadsutrustning för motorbranschen" med mera.  Bolaget är en av de  marknadsledande i USA och med på topp tio-listan över världens största bilprovningsbolag.
Bolaget har sitt säte i Göteborg och verkställande direktör är sedan 1 april 2017 Lothar Geilen (tidigare: Carl-Magnus Greko). Omsättningen under 2014 uppgick till 1 457,6 miljoner kronor och med ett resultat en vinst på 142,1 miljoner kronor. Opus hade under 2018 en omsättning på 2,5 miljarder SEK. Opus har ungefär 2 600 medarbetare i tio länder, i fem världsdelar.
Bolaget blev känt för allmänheten när det 2012 köpte 70 bilbesiktningsstationer av Bilprovningen. Bilbesiktningsverksamheten lades i ett dotterbolag, Opus Bilprovning AB, med samma VD och styrelseordförande som Opus Group AB.
 Opus Groups dotterbolag Opus Bilprovning tillsatte den 1 april 2013 Per Rosén som VD för Opus Bilprovning. Idag har dotterbolaget Opus Bilprovning AB över 90 besiktningsstationer i Sverige.
Opus Group avnoterades från Stockholmsbörsen i oktober 2020.